# 경상남도유아교육원
경상남도유아교육원(慶尙南道幼兒敎育院)은 지방교육자치에 관한 법률 제32조에 따라 유치원 교원과 유아기 자녀의 부모, 유아교육에 관심이 있는 일반주민, 유아교육 관계기관 및 단체 등에 유아교육 관련 연구와 연수를 통해 다양한 정보를 제공하고, 교육자료를 개발·보급함으로써 유아의 전인적 성장과 유아교육의 발전을 위하여 경상남도교육청 산하에 설치된 소속기관이다.